# Carmo do Paranaíba
Carmo do Paranaíba là một đô thị thuộc bang Minas Gerais, Brasil. Đô thị này có diện tích 1307,119 km², dân số năm 2007 là 30712 người, mật độ 23,7 người/km².